# Nina da Hora
(née en 1995 à Rio de Janeiro, est une informaticienne, chercheuse et militante brésilienne.
Nina da Hora est chercheuse au Centre pour la technologie et la société de la Fundação Getulio Vargas (CTS-FGV), chroniqueuse pour le magazine MIT Technology Review, membre du Conseil de sécurité de TikTok et membre de la commission de transparence pour les élections brésiliennes de 2022. En 2021, elle a été inclus dans la liste Forbes 30 Under 30 par Forbes Brasil.